# Сладкое (Калмыкия)
Сладкое — село в Яшалтинском районе Калмыкии, в составе Эсто-Алтайского сельского муниципального образования.
Население — 143 человек (2010)

## История
Село основано в 1920-х годах переселенцами из Ростовской области, обосновавшимися вблизи колодца, вода которого была сладковатой на вкус. С этим связано название села — «Сладкое». По состоянию на 1938 год являлось административным центром Сладковского сельсовета.
Летом 1942 года Сладкое, как и другие населённые пункты района, был кратковременно оккупирован немецко-фашистскими захватчиками (Освобождено в январе 1943 года). 28 декабря 1943 года в связи с депортацией калмыков, Калмыцкая АССР была ликвидирована. Село, как и другие населённые пункты Яшалтинского улуса Калмыцкой АССР, было передано в состав Ростовской области. Возвращено в состав Калмыкии в 1957 году.

## Физико-географическая характеристика
Село расположено на юге Яшалтинского района, в пределах Ставропольской возвышенности, на высоте 67 м над уровнем моря. Рельеф местности равнинный. В окрестностях села распространены чернозёмы маломощные малогумусные и темнокаштановые почвы различного гранулометрического состава. Со всех сторон село окружено полями. В 5 км к юго-западу от села расположено урочище Лиман Малый Бурукшун.
По автомобильной дороге расстояние до столицы Калмыкии города Элиста составляет 220 км, до районного центра села Яшалта - 19 км, до административного центра сельского поселения села Эсто-Алтай - 5,8 км. Ближайший город Городовиковск расположен в 32 км к юго-западу от села.
Согласно классификации климатов Кёппена-Гейгера посёлок находится в зоне континентального климата с относительно холодной зимой и жарким летом (индекс Dfa). Среднегодовая норма осадков - 441 мм, наибольшее количество осадков выпадает в июне - 53 мм, наименьшее в феврале - 26 мм.
Часовой пояс
Село Сладкое, как и вся Республика Калмыкия, находится в часовой зоне МСК (московское время). Смещение применяемого времени относительно UTC составляет +3:00.

## Население
| 2002 | 2010 |
| ---- | ---- |
| 187  | ↘143 |

Национальный состав
Согласно результатам переписи 2002 года большинство населения посёлка составляли русские (41 %) и калмыки (33 %)